# 三沢村 (島根県)
三沢村（みざわむら）は、島根県仁多郡にあった村。現在の奥出雲町三沢、河内、鴨倉にあたる。

## 地理
- 河川：斐伊川[1]、三沢川[2]、阿井川[2]
- 山岳：鴨倉山[1]

## 歴史
- 1889年（明治22年）4月1日、町村制の施行により、仁多郡三沢町、三沢村、河内村、鴨倉村が合併して村制施行し、三沢村が発足[1][3]。大字は三沢町、三沢村、河内、鴨倉の4大字を編成した[1]。
- 1955年（昭和30年）4月15日、仁多郡三成町、阿井村、亀嵩村、布勢村と合併し仁多町を新設して廃止された[1][3]。

## 産業
- 農業、養蚕[1]

## 教育
- 1947年（昭和22年）村立三沢中学校開校[1]

## 名所・旧跡・観光地
- 三沢城[1]